# Viliam Padúch
Viliam Padúch (27. května 1940, Nitra – 31. ledna 2007, Brno) byl slovenský fotbalový brankář a později trenér.

## Fotbalová kariéra
Do první ligy vstoupil v 19 letech za Slovan Nitra. V sezóně 1961/62 skončila Nitra na výborném druhém místě, ale v další sezóně stejně nečekaně sestoupila. S Nitrou bojoval o postup další 3 roky. V roce 1966 přestoupil do Brna jako náhrada za Františka Schmuckera, který odcházel do Ostravy. Hned v této sezóně ale Brno sestoupilo do druhé ligy. Do první ligy postoupil s Brnem až v roce 1971. Další tři sezóny bojoval v lize o pozici jedničky s dalším Slovákem Ľubomírem Páleníkem a později i s Rudolfem Pelikánem. Kariéru ukončil v roce 1974. V československé lize nastoupil za Slovan Nitra a Zbrojovku Brno celkem ve 144 utkáních.

## Trenérská kariéra
Po skončení aktivní kariéry na jaře 1974 se stal asistentem trenéra Františka Havránka a prvním brněnským trenérem brankářů. V sezoně 1977/78 se jako asistent Josefa Masopusta podílel na mistrovském titulu Zbrojovky Brno. V roce 1986 se stal hlavním trenérem VCHZ Pardubice a v roce 1990 byl ve čtyřech ligových kolech hlavním trenérem Zbrojovky Brno. Jeho posledním trenérským angažmá bylo působení v menším brněnském oddílu SK Žebětín na podzim 2006.

## Ligová bilance
| Ročník                                   | Zápasy | Góly | Klub             |
| ---------------------------------------- | ------ | ---- | ---------------- |
| 1. československá fotbalová liga 1959/60 | 13     | 0    | Slovan Nitra     |
| 1. československá fotbalová liga 1960/61 | 26     | 0    | Slovan Nitra     |
| 1. československá fotbalová liga 1961/62 | 21     | 0    | Slovan Nitra     |
| 1. československá fotbalová liga 1962/63 | 19     | 0    | Slovan Nitra     |
| 1. československá fotbalová liga 1966/67 | 26     | 0    | Spartak ZJŠ Brno |
| 1. československá fotbalová liga 1971/72 | 7      | 0    | Zbrojovka Brno   |
| 1. československá fotbalová liga 1972/73 | 16     | 0    | Zbrojovka Brno   |
| 1. československá fotbalová liga 1973/74 | 16     | 0    | Zbrojovka Brno   |
| LIGA CELKEM                              | 144    | 0    |                  |